# L'Aquila Calcio 1927 2010-2011
Questa voce raccoglie le informazioni riguardanti la società sportiva L'Aquila Calcio 1927 nelle competizioni ufficiali della stagione 2010-2011.

## Stagione
Per L'Aquila Calcio 1927, la stagione 2010-2011 è stata la 1ª assoluta in Lega Pro Seconda Divisione (la 7ª considerando la continuità tra la Serie C2 e la Seconda Divisione) e la 26ª complessiva nel quarto livello del campionato di calcio italiano. Il ritorno dei rossoblù tra i professionisti, 6 anni dopo il fallimento del 2004, è stato possibile grazie a un ripescaggio per completamento organici che è stato ufficializzato il 4 agosto 2010; L'Aquila aveva concluso il precedente campionato di Serie D in 4ª posizione. Durante la stagione il club ha inoltre partecipato per l'11ª volta alla Coppa Italia Lega Pro.
La squadra, affidata al tecnico pugliese Leonardo Bitetto che si era messo in luce alla guida del Giulianova, affrontò il ritiro nella località marchigiana di Amandola (FM) in segno di gratitudine per l'ospitalità già dimostrata l'anno precedente nei momenti successivi al terremoto del 6 aprile 2009.
L'esordio stagionale avvenne il 14 agosto 2010 allo stadio Tommaso Fattori contro il Foggia di Zdeněk Zeman, formazione militante in Prima Divisione che si impose per 2-1. Nel complesso l'avventura in Coppa Italia non fu esaltante: L'Aquila, vittoriosa nelle due partite in trasferta con Celano e Fano e nuovamente sconfitta nella gara casalinga contro il Giulianova, chiuse il girone al 3º posto risultando così non qualificata alla fase successiva.
Il debutto in campionato avvenne sul campo del Prato il 29 agosto 2010, partita persa dai rossoblù per 3-0. Per tutto il prosieguo del campionato la formazione abruzzese mostrò un cammino piuttosto altalenante, non ottenendo mai lo stesso risultato per due turni consecutivi e pareggiando pochissime partite (a fine stagione furono solo 4 i pari conquistati, record del girone). Il 2 ottobre 2010, in occasione della trasferta sarda a Villacidro, L'Aquila fu protagonista del primo volo commerciale decollato dall'aeroporto cittadino di Preturo.
Il 15 marzo 2011, dopo le due sconfitte consecutive con Giacomense e San Marino che avevano fatto precipitare la formazione abruzzese a metà classifica, allontanandola dalla zona play-off, la società decise di esonerare l'allenatore Bitetto sostituendolo con il suo vice (aquilano ed ex calciatore rossoblù) Maurizio Ianni. Il nuovo tecnico debuttò con una vittoria a Noceto seguita da una sconfitta nella successiva trasferta di Fano; a partire da quella gara, però, L'Aquila riuscì finalmente a trovare continuità infilando una serie positiva di 5 partite (3 vittorie e 2 pareggi) e chiudendo la regular season in 4ª posizione, qualificandosi così per gli spareggi promozione.
Nella semifinale play-off, L'Aquila affrontò il Prato che proprio nell'ultima giornata di campionato, approfittando del pari a reti bianche nel derby L'Aquila-Chieti, aveva eguagliato nel punteggio i rossoblù e li aveva superati nella graduatoria finale in virtù degli scontri diretti. Il 22 maggio 2011, allo stadio Tommaso Fattori, andò in scena la gara d'andata; ad aggiudicarsela per 3-2 furono proprio gli abruzzesi che, inizialmente in vantaggio di due reti, segnarono il gol vittoria solo nel recupero dopo che il Prato era riuscito a pareggiare le sorti dell'incontro. Ancora più incredibile fu il finale della gara di ritorno giocatasi allo stadio Lungobisenzio di Prato. Sospinta da circa 800 tifosi rossoblù, L'Aquila (cui bastava un pari per ottenere la qualificazione) controllò senza problemi la gara fino al 91', quando i toscani si procurarono e realizzarono il rigore del vantaggio; a quel punto, totalmente riversata in attacco, L'Aquila riuscì a trovare il gol del pareggio addirittura nel settimo minuto di recupero, ma pochi istanti più tardi venne nuovamente infilzata da un tiro di Varrutti che consegnò le chiavi della finale al Prato.

## Rosa
| N. |                    | Ruolo | Calciatore        |
| -- | ------------------ | ----- | ----------------- |
|    | Italia (bandiera)  | P     | Nicola Modesti    |
|    | Italia (bandiera)  | P     | Andrea Testa      |
|    | Italia (bandiera)  | D     | Maurizio Balestra |
|    | Italia (bandiera)  | D     | Stefano Blaiotta  |
|    | Italia (bandiera)  | D     | Eugenio Bontà     |
|    | Italia (bandiera)  | D     | Carlo Cavasinni   |
|    | Italia (bandiera)  | D     | Saverio Cutrupi   |
|    | Romania (bandiera) | D     | Cristian Daminuță |
|    | Italia (bandiera)  | D     | Nicola Di Francia |
|    | Italia (bandiera)  | D     | Mirko Garaffoni   |
|    | Italia (bandiera)  | D     | Roberto Natalucci |
|    | Italia (bandiera)  | D     | Vittorio Prete    |
|    | Italia (bandiera)  | D     | Mirco Ruggiero    |
|    | Italia (bandiera)  | D     | Francesco Tufo    |
|    | Italia (bandiera)  | D     | Francesco Potenza |
|    | Italia (bandiera)  | C     | Luca Battistelli  |
|    | Italia (bandiera)  | C     | Imperio Carcione  |

| N. |                      | Ruolo | Calciatore                  |
| -- | -------------------- | ----- | --------------------------- |
|    | Italia (bandiera)    | C     | Edoardo Cecchetti           |
|    | Italia (bandiera)    | C     | Alessandro Onesti           |
|    | Italia (bandiera)    | C     | Antonio Onofrio             |
|    | Italia (bandiera)    | C     | Lorenzo Perfetti            |
|    | Italia (bandiera)    | C     | Walter Piccioni             |
|    | Italia (bandiera)    | C     | Michele Pietrella           |
|    | Italia (bandiera)    | C     | Davide Ruscitti             |
|    | Italia (bandiera)    | C     | Francesco Serafini          |
|    | Italia (bandiera)    | C     | Alessio Stamilla            |
|    | Italia (bandiera)    | A     | Antonio Compierchio         |
|    | Italia (bandiera)    | A     | Vito Falconieri             |
|    | Italia (bandiera)    | A     | Giorgio Galli               |
|    | Italia (bandiera)    | A     | Francesco Giraldi           |
|    | Italia (bandiera)    | A     | Pasquale Iadaresta          |
|    | Brasile (bandiera)   | A     | Franciel Rodrigo Hengemühle |
|    | Argentina (bandiera) | A     | Luciano Gabriel Leccese     |
|    | Italia (bandiera)    | A     | Gianmarco Piccioni          |

## Risultati

### Lega Pro Seconda Divisione

#### Girone di andata
| Arbitro: | Simone Aversano (Treviso) |

|                                 |           |  |
| Silva 69’, 90’ Prete 77’ (aut.) | Marcatori |  |

| Arbitro: | Alessio Petroni (Roma) |

|  |           |             |
|  | Marcatori | 25’ Benassi |

| Arbitro: | Francesco Castrignanò (Roma) |

|            |           |                                              |
| Merini 25’ | Marcatori | 35’ (rig.) Galli 70’ Falconieri 82’ Perfetti |

| Arbitro: | Mirko Mangialardi (Pistoia) |

|                               |           |               |
| Galli 25’, 61’ Falconieri 34’ | Marcatori | 78’ Margarita |

| Arbitro: | Matteo Belardi (San Giovanni Valdarno) |

|                      |           |  |
| Malatesta 30’ (rig.) | Marcatori |  |

| Arbitro: | Marco Bellotti (Verona) |

|                                  |           |  |
| Cirina 49’ Bombagi 72’ Steri 83’ | Marcatori |  |

| Arbitro: | Fabio Maresca (Napoli) |

|             |           |  |
| Potenza 56’ | Marcatori |  |

| Arbitro: | Michele Chiantini (Pisa) |

|             |           |  |
| Poletti 68’ | Marcatori |  |

| Arbitro: | Silvia Tea Spinelli (Terni) |

|                        |           |                       |
| Galli 31’ Perfetti 38’ | Marcatori | 90’ (rig.) Pietranera |

| Arbitro: | Manuele Verdenelli (Foligno) |

|                 |           |  |
| Galli 9’ (rig.) | Marcatori |  |

| Bellaria Igea Marina 14 novembre 2010, ore 14:30 UTC+1 11ª giornata | Bellaria                 | 0 – 0 referto | L'Aquila | Stadio Enrico Nanni (300 spett.)\| Arbitro: \| Daniele Minelli (Varese) \| |
| Arbitro:                                                            | Daniele Minelli (Varese) |               |          |                                                                            |

| L'Aquila 28 novembre 2010, ore 14:30 UTC+1 12ª giornata | L'Aquila                 | 0 – 0 referto | Celano | Stadio Tommaso Fattori (900 spett.)\| Arbitro: \| Michael Fabbri (Ravenna) \| |
| Arbitro:                                                | Michael Fabbri (Ravenna) |               |        |                                                                               |

| Arbitro: | Alberto Di Stefano (Alghero) |

|               |           |  |
| Salvadori 51’ | Marcatori |  |

| Arbitro: | Paolo Lo Castro (Catania) |

|             |           |  |
| Potenza 21’ | Marcatori |  |

| Arbitro: | Massimo Vallesi (Ascoli Piceno) |

|           |           |                                 |
| Fiore 60’ | Marcatori | 63’ Pietrella 82’ (aut.) Bigoni |

#### Girone di ritorno
| Arbitro: | Francesco Fiore (Barletta) |

|  |           |                       |
|  | Marcatori | 37’ Pagliuca 42’ Tafi |

| Arbitro: | Marco Citro (Battipaglia) |

|                      |           |  |
| Merini 77’ Gaeta 82’ | Marcatori |  |

| Arbitro: | Giuseppe Monaco (Tivoli) |

|               |           |  |
| Iadaresta 67’ | Marcatori |  |

| Arbitro: | Claudio Lanza (Nichelino) |

|  |           |                |
|  | Marcatori | 92’ Di Francia |

| Arbitro: | Davide Penno (Nichelino) |

|             |           |                      |
| Potenza 56’ | Marcatori | 71’ Giglio 74’ Cesca |

| Arbitro: | Pasquale De Meo (Foggia) |

|                                      |           |  |
| Potenza 3’, 21’, 59’ Piccioni W. 42’ | Marcatori |  |

| Arbitro: | Pasquale Cangiano (Napoli) |

|                              |           |  |
| Sirri 23’ Vagnati 25’ (rig.) | Marcatori |  |

| Arbitro: | Francesco Strocchia (Nola) |

|             |           |                            |
| Potenza 70’ | Marcatori | 27’ Gasparello 83’ Ruggeri |

| Arbitro: | Paolo Lo Castro (Catania) |

|  |           |              |
|  | Marcatori | 72’ Carcione |

| Arbitro: | Guido Operato (Isernia) |

|  |           |              |
|  | Marcatori | 86’ Stamilla |

| Arbitro: | Ciro Carbone (Napoli) |

|                                            |           |                                                  |
| Galli 25’, 76’ Potenza 29’ PiccionW. i 55’ | Marcatori | 10’ (rig.) De Cenco Trouva 48’ Forte 67’ Briglia |

| Arbitro: | Gaetano Intagliata (Siracusa) |

|  |           |                             |
|  | Marcatori | 63’ Stamilla 82’ Falconieri |

| L'Aquila 23 aprile 2010, ore 15:00 UTC+2 28ª giornata | L'Aquila                        | 0 – 0 referto | Poggibonsi | Stadio Tommaso Fattori (1.400 spett.)\| Arbitro: \| Massimo Vallesi (Ascoli Piceno) \| |
| Arbitro:                                              | Massimo Vallesi (Ascoli Piceno) |               |            |                                                                                        |

| Arbitro: | Alberto Di Stefano (Alghero) |

|  |           |                |
|  | Marcatori | 39’ Falconieri |

| L'Aquila 8 maggio 2011, ore 15:00 UTC+2 30ª giornata | L'Aquila                 | 0 – 0 referto | Chieti | Stadio Tommaso Fattori (2.500 spett.)\| Arbitro: \| Fabrizio Pasqua (Tivoli) \| |
| Arbitro:                                             | Fabrizio Pasqua (Tivoli) |               |        |                                                                                 |

#### Play-off
| Arbitro: | Francesco Borriello (Mantova) |

|                                          |           |                        |
| Falconieri 12’ Carcione 37’ Franciel 92’ | Marcatori | 65’ Lamma 67’ Basilico |

| Arbitro: | Gianluca Aureliano (Bologna) |

|                            |           |              |
| Schenetti 91’ Varrutti 99’ | Marcatori | 97’ Stamilla |

### Coppa Italia Lega Pro

#### Fase eliminatoria a gironi
| Arbitro: | Claudio Gavillucci (Latina) |

|           |           |                     |
| Galli 39’ | Marcatori | 21’ Insigne 62’ Sau |

| Arbitro: | Stefano Del Giovane (Albano Laziale) |

|             |           |                    |
| Bettini 72’ | Marcatori | 3’ Galli 74’ Bontà |

| Arbitro: | Guido Operato (Isernia) |

|  |           |           |
|  | Marcatori | 13’ Morga |

| Arbitro: | Silvia Tea Spinelli (Terni) |

|              |           |                                |
| Urbinati 63’ | Marcatori | 85’ Falconieri 95’ Battistelli |

## Statistiche

### Statistiche di squadra
| Competizione               | Punti | In casa | In casa | In casa | In casa | In casa | In casa | In trasferta | In trasferta | In trasferta | In trasferta | In trasferta | In trasferta | Totale | Totale | Totale | Totale | Totale | Totale | DR |
| Competizione               | Punti | G       | V       | N       | P       | Gf      | Gs      | G            | V            | N            | P            | Gf           | Gs           | G      | V      | N      | P      | Gf     | Gs     | DR |
| -------------------------- | ----- | ------- | ------- | ------- | ------- | ------- | ------- | ------------ | ------------ | ------------ | ------------ | ------------ | ------------ | ------ | ------ | ------ | ------ | ------ | ------ | -- |
| Lega Pro Seconda Divisione | 49    | 15      | 8       | 3       | 4       | 19      | 12      | 15           | 7            | 1            | 7            | 11           | 15           | 30     | 15     | 4      | 11     | 30     | 27     | +3 |
| Play-off                   | -     | 1       | 1       | 0       | 0       | 3       | 2       | 1            | 0            | 0            | 1            | 1            | 2            | 2      | 1      | 0      | 1      | 4      | 4      | 0  |
| Coppa Italia Lega Pro      | -     | 2       | 0       | 0       | 2       | 1       | 3       | 2            | 2            | 0            | 0            | 4            | 2            | 4      | 2      | 0      | 2      | 5      | 5      | 0  |
| Totale                     | -     | 18      | 9       | 3       | 6       | 23      | 17      | 18           | 9            | 1            | 8            | 16           | 19           | 36     | 18     | 4      | 14     | 39     | 36     | +3 |

### Statistiche dei giocatori
| Giocatore              | Campionato | Campionato | Campionato  | Campionato | Play-off | Play-off | Play-off    | Play-off   | Coppa Italia Lega Pro | Coppa Italia Lega Pro | Coppa Italia Lega Pro | Coppa Italia Lega Pro | Totale   | Totale | Totale      | Totale     |
| Giocatore              | Presenze   | Reti       | Ammonizioni | Espulsioni | Presenze | Reti     | Ammonizioni | Espulsioni | Presenze              | Reti                  | Ammonizioni           | Espulsioni            | Presenze | Reti   | Ammonizioni | Espulsioni |
| ---------------------- | ---------- | ---------- | ----------- | ---------- | -------- | -------- | ----------- | ---------- | --------------------- | --------------------- | --------------------- | --------------------- | -------- | ------ | ----------- | ---------- |
| M. Balestra            | 0          | 0          | 0           | 0          | 0        | 0        | 0           | 0          | 0                     | 0                     | 0                     | 0                     | 0        | 0      | 0           | 0          |
| L. Battistelli         | 0          | 0          | 0           | 0          | 0        | 0        | 0           | 0          | 2                     | 1                     | 0                     | 0                     | 2        | 1      | 0           | 0          |
| S. Blaiotta            | 2          | 0          | 0           | 0          | 0        | 0        | 0           | 0          | 0                     | 0                     | 0                     | 0                     | 2        | 0      | 0           | 0          |
| E. Bontà               | 1          | 0          | 0           | 0          | 0        | 0        | 0           | 0          | 4                     | 1                     | 0                     | 0                     | 5        | 1      | 0           | 0          |
| C. Cavasinni           | 9          | 0          | 2           | 0          | 0        | 0        | 0           | 0          | 2                     | 0                     | 0                     | 0                     | 11       | 0      | 2           | 0          |
| I. Carcione            | 12         | 1          | 5           | 0          | 2        | 1        | 1           | 0          | 0                     | 0                     | 0                     | 0                     | 14       | 2      | 6           | 0          |
| E. Cecchetti           | 0          | 0          | 0           | 0          | 0        | 0        | 0           | 0          | 2                     | 0                     | 0                     | 0                     | 2        | 0      | 0           | 0          |
| A. Compierchio         | 4          | 0          | 0           | 0          | 0        | 0        | 0           | 0          | 0                     | 0                     | 0                     | 0                     | 4        | 0      | 0           | 0          |
| S. Cutrupi             | 21         | 0          | 6           | 1          | 1        | 0        | 0           | 0          | 2                     | 0                     | 1                     | 0                     | 24       | 0      | 7           | 1          |
| C. A. Daminuta         | 1          | 0          | 0           | 0          | 0        | 0        | 0           | 0          | 0                     | 0                     | 0                     | 0                     | 1        | 0      | 0           | 0          |
| N. Di Francia          | 15         | 1          | 4           | 0          | 1        | 0        | 0           | 0          | 2                     | 0                     | 0                     | 0                     | 18       | 1      | 4           | 0          |
| V. Falconieri          | 19         | 4          | 1           | 1          | 1        | 1        | 1           | 0          | 1                     | 1                     | 0                     | 0                     | 21       | 6      | 2           | 1          |
| R. Franciel Hengemulhe | 5          | 0          | 0           | 0          | 2        | 1        | 1           | 0          | 0                     | 0                     | 0                     | 0                     | 7        | 1      | 1           | 0          |
| G. Galli               | 28         | 7          | 1           | 1          | 2        | 0        | 0           | 0          | 2                     | 2                     | 0                     | 0                     | 32       | 9      | 1           | 1          |
| M. Garaffoni           | 25         | 0          | 8           | 0          | 2        | 0        | 0           | 0          | 3                     | 0                     | 0                     | 0                     | 30       | 0      | 8           | 0          |
| F. Giraldi             | 17         | 0          | 4           | 0          | 0        | 0        | 0           | 0          | 1                     | 1                     | 0                     | 0                     | 18       | 1      | 4           | 0          |
| P. Iadaresta           | 4          | 1          | 1           | 0          | 0        | 0        | 0           | 0          | 0                     | 0                     | 0                     | 0                     | 4        | 1      | 1           | 0          |
| L. G. Leccese          | 12         | 0          | 2           | 0          | 0        | 0        | 0           | 0          | 1                     | 0                     | 0                     | 0                     | 13       | 0      | 2           | 0          |
| N. Modesti             | 9          | -12        | 0           | 0          | 0        | 0        | 0           | 0          | 2                     | -3                    | 0                     | 0                     | 11       | -15    | 0           | 0          |
| R. Natalucci           | 2          | 0          | 0           | 0          | 0        | 0        | 0           | 0          | 2                     | 0                     | 0                     | 0                     | 4        | 0      | 0           | 0          |
| A. Onesti              | 28         | 0          | 10          | 1          | 1        | 0        | 1           | 0          | 2                     | 0                     | 0                     | 0                     | 31       | 0      | 11          | 1          |
| A. Onofrio             | 0          | 0          | 0           | 0          | 0        | 0        | 0           | 0          | 3                     | 0                     | 0                     | 0                     | 3        | 0      | 0           | 0          |
| L. Perfetti            | 22         | 2          | 2           | 0          | 2        | 0        | 0           | 0          | 4                     | 0                     | 0                     | 0                     | 28       | 2      | 2           | 0          |
| G. Piccioni            | 13         | 0          | 0           | 0          | 0        | 0        | 0           | 0          | 0                     | 0                     | 0                     | 0                     | 13       | 0      | 0           | 0          |
| W. Piccioni            | 11         | 2          | 0           | 0          | 2        | 0        | 1           | 0          | 2                     | 0                     | 0                     | 0                     | 15       | 2      | 1           | 0          |
| N. Pietrella           | 18         | 1          | 2           | 0          | 0        | 0        | 0           | 0          | 1                     | 0                     | 1                     | 0                     | 19       | 1      | 3           | 0          |
| F. Potenza             | 27         | 8          | 3           | 0          | 2        | 0        | 0           | 0          | 1                     | 0                     | 0                     | 0                     | 30       | 8      | 3           | 0          |
| V. Prete               | 27         | 0          | 7           | 1          | 2        | 0        | 0           | 1          | 2                     | 0                     | 0                     | 0                     | 31       | 0      | 7           | 2          |
| M. Ruggiero            | 21         | 0          | 4           | 1          | 2        | 0        | 1           | 0          | 4                     | 0                     | 0                     | 0                     | 27       | 0      | 5           | 1          |
| D. Ruscitti            | 22         | 0          | 2           | 0          | 2        | 0        | 1           | 0          | 2                     | 0                     | 0                     | 0                     | 26       | 0      | 3           | 0          |
| F. Serafini            | 0          | 0          | 0           | 0          | 0        | 0        | 0           | 0          | 2                     | 0                     | 1                     | 0                     | 2        | 0      | 1           | 0          |
| A. Stamilla            | 13         | 2          | 2           | 0          | 2        | 1        | 0           | 0          | 0                     | 0                     | 0                     | 0                     | 15       | 3      | 2           | 0          |
| A. Testa               | 21         | -15        | 0           | 0          | 2        | -4       | 0           | 0          | 2                     | -2                    | 0                     | 0                     | 25       | -21    | 0           | 0          |
| F. Tufo                | 0          | 0          | 0           | 0          | 0        | 0        | 0           | 0          | 0                     | 0                     | 0                     | 0                     | 0        | 0      | 0           | 0          |